# Большой Должик
Большой Должик — хутор в Родионово-Несветайском районе Ростовской области.
Входит в состав Родионово-Несветайского сельского поселения.

## История

### Улицы
- ул. Заречная,
- ул. Новая,
- ул. Октября,
- ул. Подгорная.

## Население
| 2010 |
| ---- |
| 327  |